# George David Weiss

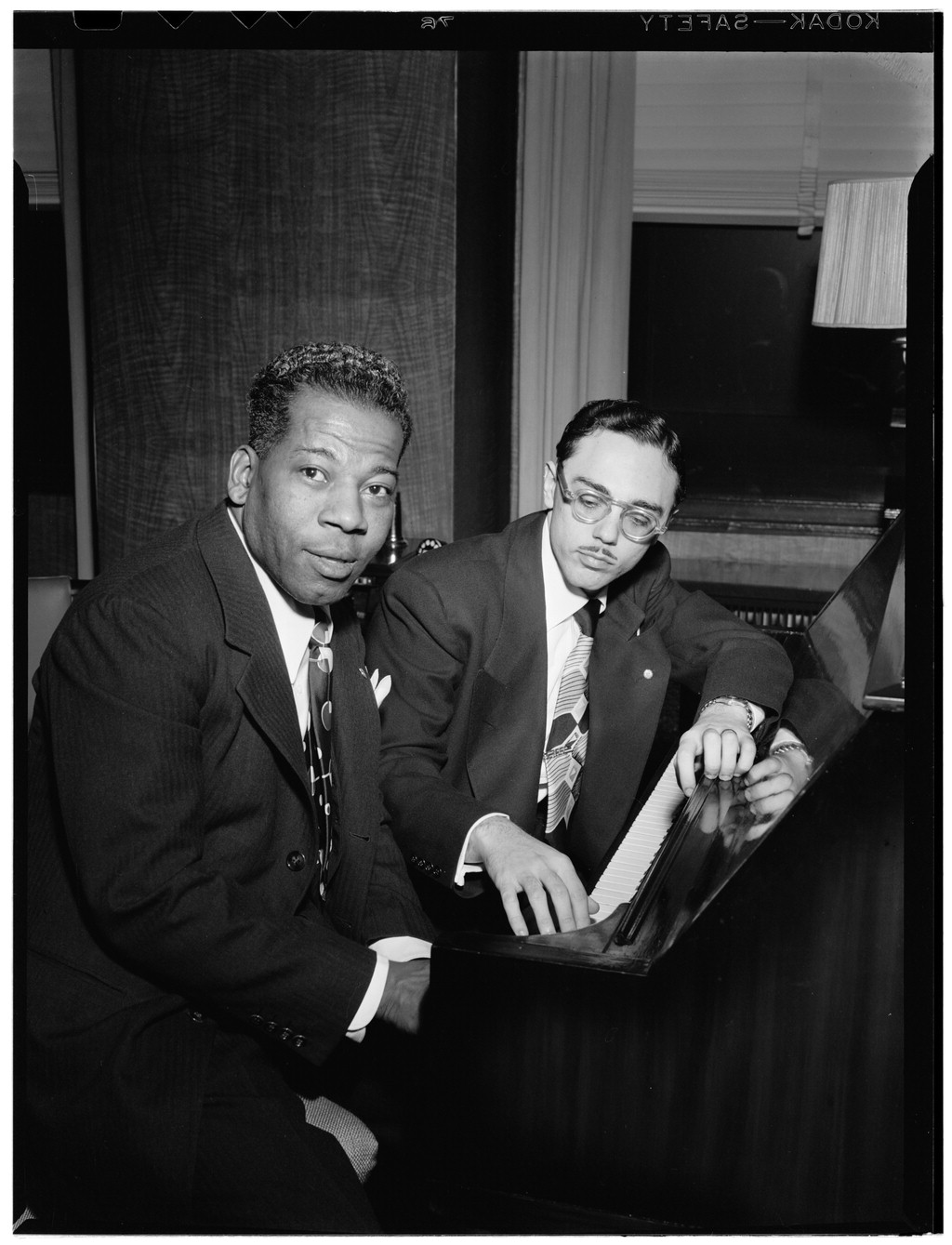
George David Weiss (rechts) 1947, mit Bennie Benjamin Foto: William P. Gottlieb

George David Weiss (* 9. April 1921 in New York; † 23. August 2010 in Oldwick, New Jersey) war ein amerikanischer Songwriter und Komponist.

## Leben und Werk
George David Weiss wurde 1921 als Sohn einer jüdischen Familie in Manhattan geboren. Er machte einen Abschluss an der Juilliard School; während des Zweiten Weltkriegs leitete er eine Militärkapelle.
Nach dem Krieg schrieb Weiss Arrangements für Stan Kenton, Vincent Lopez und Johnny Richards. 1946 begann die Zusammenarbeit mit Bennie Benjamin; sie schrieben Hits für Perry Como (Surrender, 1946), Frankie Carle (Rumors Are Flying, 1946), Frank Sinatra (Oh, What It Seemed to Be, 1946), Patti Page (Confess, 1948), Kay Starr (Wheel of Fortune, 1952). 1952 schrieb Weiss den Text zu George Shearings Lullaby of Birdland. Ende der 1950er und in den 60ern war Weiss an einigen Broadway-Produktionen beteiligt; am erfolgreichsten war das für Sammy Davis Jr. konzipierte Musical Mr. Wonderful (1956–57).
1961 schrieb George David Weiss mit Luigi Creatore und Hugo Peretti Can’t Help Falling in Love für Elvis Presley. Der Song war für den Musikfilm Blue Hawaii gedacht. Im selben Jahr bearbeitete er mit Creatore und Peretti das südafrikanische Lied Mbube, mit dem The Tokens unter dem Titel The Lion Sleeps Tonight einen Hit hatten. In den 1970ern erbrachte die Zusammenarbeit zwei Hits für The Stylistics (Let’s Put It All Together, Thank You Baby). 1967 komponierte Weiss zusammen mit Bob Thiele für Louis Armstrong das Lied What a Wonderful World.
Weiss war von 1982 bis 2000 Präsident der Songwriters Guild of America (Berufsverband für Liedermacher), 1984 wurde er in die Songwriters Hall of Fame aufgenommen.
Weiss war dreimal verheiratet; aus den Ehen gingen zwei Söhne und eine Tochter hervor.